# تاريخ منغوليا الحديثة
تتناول هذه المقالة الحقبة الديمقراطية الحديثة في منغوليا، والتي بدأت منذ الثورة الديمقراطية التي حدثت في عام 1990.
بدأت هذه التغييرات تحدث على نطاق واسع في العالم الشيوعي، خصوصًا في الثمانينيات، عندما بدأ الشباب في الاجتماع سرًا لمناقشة الواقع الجديد، فمثلًا بدأ تشياغين البجدورج الذي كان يدرس في الاتحاد السوفيتي وقتها بتعلُّم مفاهيم جديدة حول سياسة الانفتاح والشفافية (غلاسنوست) وحرية التعبير والحريات الاقتصادية، وعندما عاد إلى منغوليا التقى بأشخاص آخرين مشابهين له في التفكير والتوجه، وبدأ بنشر أفكاره وتقديمها إلى جمهور أوسع على الرغم من محاولات القمع التي تعرض لها من قبل الحكومة المنغولية.
في 28 نوفمبر 1989، في نهاية خطابه في المؤتمر الوطني الثاني للفنانين الشباب، قال البجدورج: إن منغوليا بحاجة إلى الديمقراطية، وناشد الشباب بالتعاون لقيام الديمقراطية في منغوليا. وقال للحضور «إنني أعتبر البيريسترويكا خطوة شجاعة في هذا الوقت، ومساهمة الشباب في هذه المسألة الثورية لن تكون من خلال المؤتمرات الداعمة فقط ولكن من خلال القيام بالعمل. يجب أن تكون الأهداف التي نسعى لتحقيقها: دعم الديمقراطية والشفافية والمساهمة في الغلاسنوست، ودعم القوى التقدمية، وإنني آمل أن نلتقي ونتناقش معكم بعد المؤتمر مع فريق المنظمة المشكل حديثًا». تقوم المنظمة على مبادئ الديمقراطية والانفتاح والشفافية. أوقف رئيس المؤتمر خطاب البجدورج وحذره من قول مثل هذه الأشياء، لأن هذا المؤتمر كان يجري في عام 1989، وكانت منغوليا دولة شيوعية منذ 68 عامًا. وكان يُعتقد أن كل شخص في منغوليا هو جاسوس شيوعي غير رسمي للحزب الشيوعي. التقى شابان مع البجدورج خلال استراحة المؤتمر، ووافق الثلاثة على تأسيس حركة ديمقراطية، ونشر الخبر سرًا بين الشباب الآخرين.
التقى الشباب الثلاثة مع عشرة أفراد آخرين وأصبحوا معروفون باسم القادة الثلاثة عشر للثورة الديمقراطية في منغوليا. وبعد عودته من المؤتمر حذره رئيسه في العمل أنه سيفصل إذا شارك في أي أنشطة خارج العمل أو شارك في أي سلوك لا يتفق مع الأيديولوجية الشيوعية. وعلى الرغم من التحذير التقى البجدورج وأصدقاؤه سرًا مع شباب آخرين في إحدى قاعات الجامعة الوطنية في منغوليا وناقشوا المفاهيم الديمقراطية وسياسة اقتصاد السوق الحر ومواضيع أخرى محظورة في ذلك الوقت، وبدأوا في صياغة خطة لتنظيم الحركة الديمقراطية في منغوليا، وبعد فترة وضعوا إعلانات تدعوا لمظاهرات ضد الحكم الشيوعي في شوارع منغوليا. وفي 9 ديسمبر التقى ناشطون وطلاب وصحفيون لإنشاء منظمة مفتوحة تدعو إلى إصلاح جذري في البلاد، وأطلقت الجماعة على نفسها اسم الاتحاد الديمقراطي المنغولي.

## الثورة الديمقراطية
اندلعت أول مظاهرة مؤيدة للديمقراطية في صباح يوم 10 ديسمبر 1989، أمام المركز الثقافي للشباب في أولان باتور. أعلن البجدورج في المظاهرة عن إنشاء الاتحاد الديمقراطي المنغولي، وقدم مؤسسو الاتحاد التماسًا علنيًا للحكومة من أجل التطبيق الحقيقي للبيريسترويكا، بشكل يسمح بنظام متعدد الأحزاب، والتنفيذ الكامل للإعلان العالمي لحقوق الإنسان في جميع الشؤون الحزبية والحكومية. استمر الناشطون الثلاثة عشر بتنظم وقيادة والمظاهرات والاحتجاجات والإضرابات. حصل الناشطون على دعم متزايد من الشعب المنغولي في العاصمة والأرياف، وحصلت مظاهرات واسعة في جميع أنحاء البلاد. وفي 2 يناير 1990 بدأ الاتحاد الديمقراطي المنغولي في توزيع منشورات تدعو إلى ثورة ديمقراطية. وعندما لم تمتثل الحكومة لهذه المطالب، أصبحت الاحتجاجات أكثر عدوانية. وفي 14 يناير 1990 تجمع حوالي ألف متظاهر في الساحة أمام متحف لينين والتي سميت لاحقًا باسم ميدان الحرية في وسط مدينة أولان باتور. ثم أعقبتها مظاهرة في ساحة سوكباتار في 21 يناير (رغم أن درجة الحرارة كانت -30 درجة مئوية). رفع المتظاهرون لافتات تشيد بجنكيز خان (كانت ذكراه قد أهملت في العهد السوفيتي)، وكرموا ذكرى دارامين تومور أوشير، وهو سياسي قتل على يد السلطات الشيوعية في عام 1962 خلال قمع احتفال أقيم بالذكرى 800 لميلاد جنكيز خان. رفع المتمردون علم منغوليا دون النجمة التي ترمز إلى الاشتراكية، ليصبح العلم الجديد لمنغوليا بعد الثورة.
تطورت المظاهرات في العاصمة وفي مراكز المقاطعات، وفي 4 مارس 1990 تجمع أكثر من 100 ألف متظاهر في العاصمة للمطالبة بتغيير ديمقراطي في البلاد، وفي 7 مارس بدأ عشرة أعضاء الاتحاد الديمقراطي إضرابًا مفتوحًا عن الطعام، فرضخت الحكومة المنغولية للضغوط وبدأ المكتب السياسي لحزب الشعب المنغولي المفاوضات مع قادة الحركة الديمقراطية، وقرر غامبين باتمونخ رئيس المكتب السياسي للحزب الحاكم حل المكتب السياسي والاستقالة في 9 مارس 1990. مهد ذلك الطريق لأول انتخابات متعددة الأحزاب في منغوليا.
أعلن البجدورج أنباء استقالة المكتب السياسي للمضربين عن الطعام وللتظاهرين الذين تجمعوا في ساحة سوكباتار في الساعة 10 مساءً في ذلك اليوم بعد المفاوضات التي حدثت بين قادة الحزب الحاكم والاتحاد الديمقراطي المنغولي. وتوقف الإضراب عن الطعام نتيجة لذلك. لكن الأمور تدهورت مجددًا في أبريل عندما فرضت الحكومة قيودًا على حرية التجمع، فقدم قادة الحركة الديمقراطية إنذارًا نهائيًا يطالب بالمشاركة المتساوية لجميع الفئات السياسية، لكن الحزب الشيوعي رفض الاستجابة للمطالب. ومع ذلك فقد وافق مجلس الشعب المنغولي على قانون الأحزاب السياسية في مايو، تحت الضغط وبعد مفاوضات طويلة مع أعضاء المعارضة.

## النظام السياسي متعدد الأحزاب
أجريت أول انتخابات حرة متعددة الأحزاب في منغوليا بعد انهيار النظام الشيوعي في 29 يوليو 1990. وفي هذه الانتخابات تنافست الأحزاب على 430 مقعدًا، ولم تتمكن أحزاب المعارضة من ترشيح عدد كافٍ من المرشحين، ففاز حزب الشعب المنغولي الثوري بأغلبية 357 مقعدًا أي ما نسبته 83% من أعضاء البرلمان، بالإضافة إلى 31 عضوًا من أصل 53 من أعضاء مجلس الشيوخ. اجتمع مجلس الشيوخ لأول مرة في 3 سبتمبر، وانتخب رئيس حزب الشعب المنغولي رئيسًا للبلاد. بدأ البرلمان المنغولي في نوفمبر 1991 مناقشة الدستور الجديد للبلاد، والذي دخل حيز التنفيذ في 12 فبراير 1992. أسس الدستور منغوليا كجمهورية مستقلة ذات سيادة وضمن عددًا من الحقوق والحريات، وأعاد هيكلة السلطة التشريعية.
تقاسمت حكومة حزب الشعب الجديدة السلطة مع الديمقراطيين، ونفذت إصلاحات دستورية واقتصادية، مع اعتماد دستور جديد في عام 1992. شهدت البلاد مشاكل اقتصادية كبيرة بعد انهيار الاتحاد السوفيتي. فانهارت التجارة الخارجية، وانتهت المساعدة الاقتصادية والتقنية من الدول الاشتراكية السابقة، وعانى الاقتصاد المحلي من سياسة الخصخصة الاقتصادية، فارتفع التضخم، ونفدت السلع من المتاجر، وظهرت سوق سوداء مزدهرة في أولان باتور بحلول عام 1988 لتلبية احتياجات السكان.